# Moreira de Rei
Moreira de Rei es una freguesia portuguesa del concelho de Trancoso, en el distrito de Guarda, con 34,40 km² de superficie y 508 habitantes (2011). Su densidad de población es de 14,8 hab/km².
Desde el siglo XII, con la carta foral concedida por el rey Alfonso Henriques, y hasta 1836, Moreira de Rei fue vila y sede de un pequeño concelho, que abarcaba solo la propia villa y la freguesia de Castanheira.
En el patrimonio histórico-artístico de la freguesia destacan el pelourinho, símbolo de su antigua autonomía municipal, la iglesia de Santa Marinha y las ruinas del castillo medieval, reliquia del antiguo valor estratégico de la población, que hizo de ella un importante polo regional en el tránsito de la Alta a la Baja Edad Media.